# Línea 19 (Maldonado)
La línea 19 es una línea de transporte público del departamento de Maldonado, Uruguay.
Su destino es Punta del Este por Cantegril, partiendo del barrio Cerro Pelado de Maldonado.

## Recorridos

#### Ida
Cerro Pelado, Mazzoni, Benito Nardone, Con. Lussich, Villa Delia, La Sonrisa, Cementerio, San Francisco, Con. Lussich, Las garzas, Cont. Lavalleja, Ventura Alegre, B9, Hospital, Ipiranga, Ituzaingo, Joaquin Viana, Arturo Santana, 18 de Julio, Terminal, Acuña de Figueroa, Roosvelt, Shopping, Pedragosa Sierra, Av. Italia, Francia, J. Lensina, Rambla Mansa, Calle 18, Calle 10.

#### Vuelta
Calle 20, Rambla Mansa, Emilio Sader, Av. Francia, Av. Italia, Shopping, Roosevelt, Terminal, Dodera, Ventura Alegre, Hospital, B9, Cont. Lavalleja, Con. Lussich, San Francisco, Lussich, Cementerio, La Sonrisa, Villa Delia Cerro Pelado, F. Aldunate, Mazzoni.